# Kento Hashimoto (Fußballspieler, 1999)
Kento Hashimoto (japanisch 橋本 健人 Hashimoto Kento; * 8. Dezember 1999 in der Präfektur Kanagawa) ist ein japanischer Fußballspieler.

## Karriere
Kento Hashimoto erlernte das Fußballspielen in den Jugendmannschaften vom Yokohama Kohoku SC und dem Yokohama FC sowie in der Universitätsmannschaft der Keiō-Universität. Von Juni 2020 bis Saisonende 2021 wurde er von der Universität an Renofa Yamaguchi FC ausgeliehen. Der Verein aus Yamaguchi spielte in der zweiten japanischen Liga, der J2 League. Sein Zweitligadebüt gab er am 15. Juli 2020 im Auswärtsspiel gegen Tokushima Vortis. Hier wurde er in der 60. Minute für Kazuki Anzai eingewechselt. Für den Zweitligisten bestritt er 18 Ligaspiele. Nach Ende der Ausleihe wurde er von Renofa fest verpflichtet. Zu Beginn der Saison 2023 wechselte er im Februar 2023 auf Leihbasis zum Erstligaaufsteiger Yokohama FC. Am Ende der Saison 2023 musste er mit dem Verein aus Yokohama als Tabellenletzter in die zweite Liga absteigen. Für Yokohama bestritt er sieben Erstligaspiele. Nach der Ausleihe kehrte er nicht zu Renofa zurück, sondern er unterschrieb im Februar 2024 einen Vertrag beim Zweitligisten Tokushima Vortis. Für den Verein aus Tokushima bestritt er 21 Zweitligaspiele. Im August 2024 wechselte er nach Niigata zum Erstligisten Albirex Niigata. Am 2. November 2024 stand er mit Albirex im Finale des J. League Cup. Das Spiel gegen Nagoya Grampus verlor man im Elfmeterschießen.

## Erfolge
Albirex Niigata
- Japanischer Ligapokalfinalist: 2024